# Генерал-губернаторы Кореи
Генерал-губернатор Кореи (яп. 朝鮮総督, Тё:сэн Со:току, кор. 조선총독, Чосон Чхондок) был правителем Кореи и наместником императора Японии в период с 1910 по 1945 годы, когда Корея была японской колонией. До этого, в период протектората, японским представителем в Корее был генерал-резидент. Генерал-губернатор назначался из Токио и был подотчётен лично императору Японии. С 1919 года помимо императора, генерал-губернатор подчинялся также премьер-министру, а с 1942 года — Министерству по делам Великой Восточной Азии.
До 1919 года генерал-губернатор мог быть назначен только из военных, позднее к этой должности были допущены и гражданские лица .
Японские управляющие сменились советским и американским военным командованием, контролировавшими страну с 1945 по 1948 годы. После 1948 года власть перешла к политическим силам КНДР и Южной Кореи.

## Полномочия генерал-губернатора
Генерал-губернатор обладал большими полномочиями на полуострове. В его руках находилась высшая законодательная и исполнительная власть в Корее. Также он имел ограниченную судебную власть: по его постановлению пребывающий на территории генерал-губернаторства человек мог быть заключён в тюрьму на срок до одного года или приговорён к штрафу на сумму, не превышающую 200 иен. Корейская армия, однако, не подчинялась генерал-губернатору .

## Список генерал-губернаторов
На протяжении колониального периода в Корее сменилось 8 генерал-губернаторов. Двое — Сайто Макото и Угаки Кадзусигэ — занимали этот пост дважды.
| #     | Имя              | Портрет | В должности                                 | Особенности правления | Причина отставки                                                                                  |
| ----- | ---------------- | ------- | ------------------------------------------- | --- | ------------------------------------------------------------------------------------------------- |
| 1     | Тэраути Масатакэ |         | 29 августа 1910 года — 14 октября 1916 года | Проводил жесткую политику, направленную на подавление антияпонского сопротивления. Одновременно провел земельную реформу, способствовал строительству начальных школ в Корее.                                                          | Был назначен премьер-министром Японии.                                                            |
| 2     | Хасэгава Ёсимити |         | 14 октября 1916 года — 12 августа 1919 года | Продолжил жесткий курс предшественника. Подавил Движение 1 марта. | Ушёл в отставку по собственному желанию, взяв на себя ответственность за Движение 1 марта.        |
| 3     | Сайто Макото     |         | 12 августа 1919 года — 15 апреля 1927 года  | Проводил «политику культурного управления» (яп. 文化統治), направленную на поощрение развития корейской культуры и индустриализацию колонии. Ввёл ограниченное местное самоуправление в Корее. Открыл Императорский университет Кэйдзё | Уехал из Кореи, чтобы принять участие в Женевской конференции 1927 года.                          |
| и. о. | Угаки Кадзусигэ  |         | 15 апреля 1927 года — 10 декабря 1927 года  | Проводил политику модернизации. | Яманаси Хандзо назначен действующим генерал-губернатором.                                         |
| 4     | Яманаси Хандзо   |         | 10 декабря 1927 года — 17 августа 1929 года | Вернулся к жёсткому курсу Тэраути и Хасэгавы. | Обвинения в коррупции.                                                                            |
| 5     | Сайто Макото     |         | 16 августа 1929 года — 16 июня 1931 года    | Продолжил политику культурного управления. Расширил права местного самоуправления. | Освободил пост для Угаки Кадзусигэ                                                                |
| 6     | Угаки Кадзусигэ  |         | 16 июня 1931 года — 4 августа 1936 года     | Продолжил политику культурного управления. При его поддержке прошла реформа корейского правописания. Поощрял ассимиляционные процессы в Корее.                                                                                         |                                                                                                   |
| 7     | Минами Дзиро     |         | 4 августа 1936 года — 28 мая 1942 года      | Взял курс на ассимиляцию и японизацию корейцев. Издал указ о смене имён. Начал добровольный призыв корейцев в Императорскую армию. Упразднил образование на корейском языке.                                                           |                                                                                                   |
| 8     | Коисо Куниаки    |         | 28 мая 1942 года — 21 июля 1944 года        | Проводил жесткую ассимиляционную политику. Начал призыв корейцев в армию в обязательном порядке и вывоз их на Японские острова в качестве рабочей силы.                                                                                | Был назначен премьер-министром Японии.                                                            |
| 9     | Абэ Нобуюки      |         | 21 июля 1944 года — 28 сентября 1945 года   | Пытался мобилизовать корейцев в армию, чтобы спасти Японскую империю от поражения в войне. | Пост генерал-губернатора упразднён в связи с поражением Японской империи во Второй мировой войне. |

## Аппарат генерал-губернатора
При генерал-губернаторе существовал административный аппарат, созданный в 1910 году после аннексии Кореи. Возглавлял его генеральный инспектор, фактически исполнявший роль заместителя правителя полуострова. Дважды — в 1919 и в 1943 году — этот аппарат подвергался реорганизации. Кроме того, на протяжении всего колониального периода в Корее существовал также Консультативный совет (яп. 中樞院), членами которого были из влиятельные и известные корейцы.
Ниже приведена схема устройства колониальной администрации.

### В 1910—1919 годах
- Секретариат генерал-губернатора (яп. 總督官房)
- Административный департамент (яп. 總務部)
  - Отдел кадров (яп. 人事局)
  - Отдел внешних сношений (яп. 外事局)
  - Отдел бухгалтерии (яп. 會計局)
- Департамент внутренних дел (яп. 內務部)
  - Региональный отдел (яп. 地方局)
  - Отдел просвещения (яп. 學務局)
- Казначейский департамент (яп. 度支部)
  - Налоговый отдел (яп. 司稅局)
  - Ревизорский отдел (яп. 司計局)
- Департамент земледелия, торговли и промышленности (яп. 農商工部)
  - Отдел развития промышленности (яп. 殖産局)
  - Отдел торговли и промышленности (яп. 商工局)
- Департамент юстиции (яп. 司法部)

### В 1919—1943 годах
- Секретариат генерал-губернатора (яп. 總督官房)
  - Департамент общих дел (яп. 庶務部)
  - Департамент строительных работ (яп. 土木部)
  - Департамент железных дорог (яп. 鐵道部)
- Отдел внутренних дел (яп. 內務局)
- Финансовый отдел (яп. 財務局)
- Отдел развития промышленности (яп. 殖産局)
- Юридический отдел (яп. 法務局)
- Отдел просвещения (яп. 學務局)
- Отдел полиции (яп. 警務局)

### В 1943—1945 годах
- Секретариат генерал-губернатора (яп. 總督官房)
- Финансовый отдел (яп. 財務局)
- Отдел земледелия и торговли (яп. 農商局)
- Отдел промышленности и разработки природных ископаемых (яп. 鑛工局)
- Юридический отдел (яп. 法務局)
- Отдел просвещения (яп. 學務局)
- Отдел полиции (яп. 警務局)[3]

## Резиденция генерал-губернатора

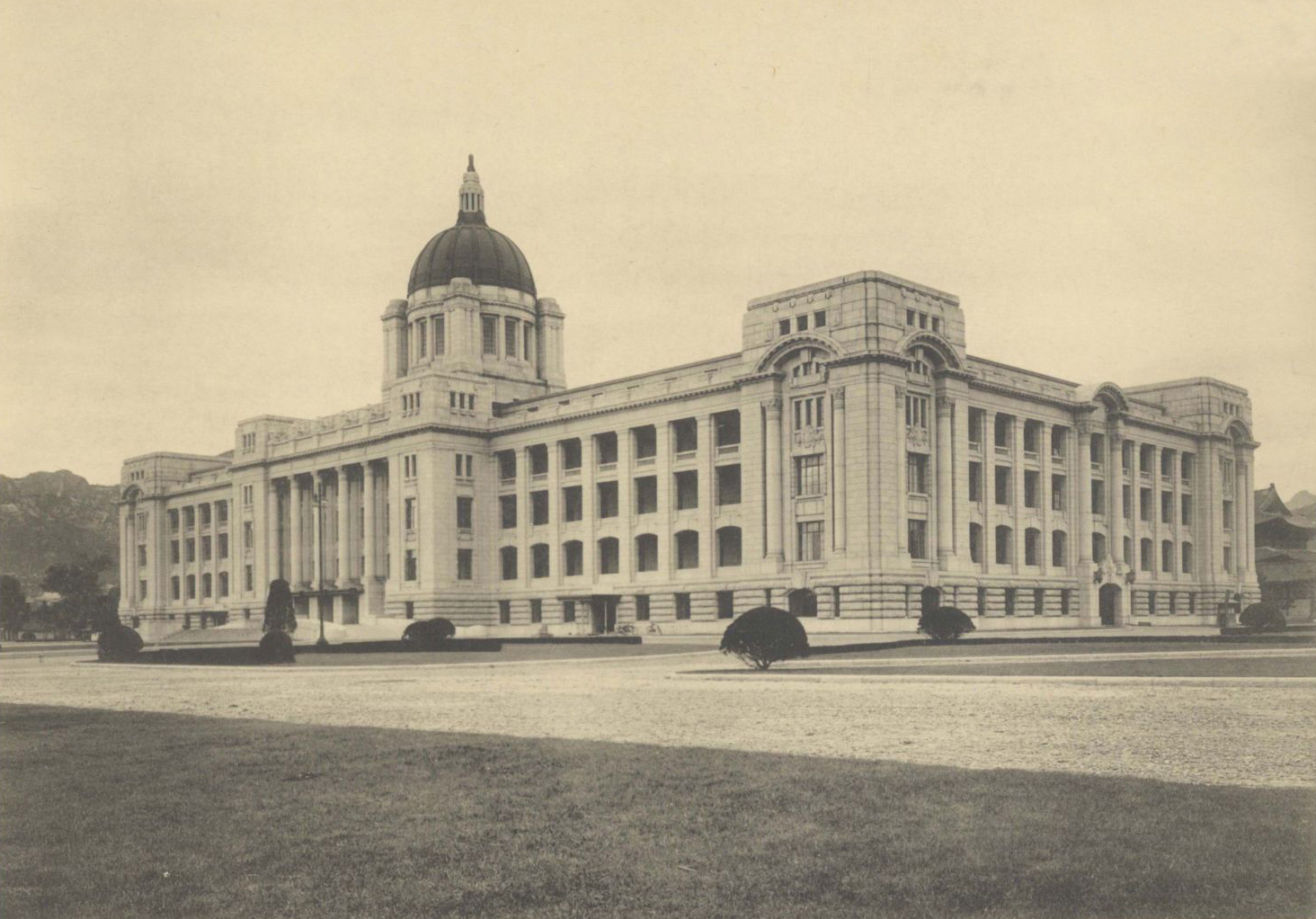
Резиденция генерал-губернатора

Резиденция генерал-губернатора находилась в центре Кэйдзё. Здание строилось с 1916 по 1926 годы по проекту архитекторов Номуры Итиро и Куниэды Хироси.